# سلمى اليانقي
روائيّة وشاعرة تونسية، من مواليد 1986 بصفاقس،  تونس
حاصلة على شهادة الأستاذيّة في الحقوق من كلّيّة الحقوق بصفاقس
حاصلة على شهادة الماجستير في قانون الأعمال من نفس الكلّيّة
محامية وأستاذة جامعية سابقة بكلّيّة الحقوق جامعة صفاقس

## مؤلفاتها
- رواية «سراب وضباب» سنة 2005 [2]
- رواية «رقعة الشطرنج» سنة 2007 [3]
- رواية «الجدار» سنة 2009 [2]
- رواية «عندما يحترق الليمون» سنة 2012 [4]
- رواية «وللأمل ولادة قيصرية» سنة 2014 [5]
- رواية كاوس الدمشقية سنة 2018 صدرت عن دار ميارة للنشر

شاركت بمقطع من رواية "عندما يحترق اللّيمون" في كتاب «أفكار هاربة-أنطولوجيا الثّورة» الصّادر عن «مجموعة مراقبة حالة حرية التعبير في تونس» المنبثقة عن «الشبكة الدولية لتبادل المعلومات حول حرية التعبير (آيفكس)»
صدرت لها بعض النّصوص الشّعريّة سواء على صفحات الجرائد التّونسيّة أو على الإنترنت عضو ب اتّحاد الكتّاب التّونسيين

## جوائز
حصلت على الجائزة الرئاسية للشّباب عن روايتها "سراب وضباب" كأحسن عمل ثقافي لسنة 2006